# Medal Morski
Medal Morski lub Medal Morski Polskiej Marynarki Wojennej – polskie odznaczenie wojskowe, ustanowione dekretem Prezydenta RP na Obczyźnie w Londynie w dniu 3 lipca 1945 roku. Był nadawany marynarzom Marynarki Wojennej za rzetelną służbę i nienaganne sprawowanie się na morzu w czasie II wojny światowej.

## Historia
Mógł być nadany po raz pierwszy marynarzowi, który przez okres 6 miesięcy był faktycznie zaokrętowany na biorących udział w operacjach bojowych okrętach Rzeczypospolitej, uzbrojonych statkach wcielonych do Marynarki Wojennej lub okrętach i statkach państw sprzymierzonych albo przez okres 1 roku na takich okrętach i statkach nie przebywających stale w warunkach operacyjno – bojowych. Przy następnych nadaniach okres ten wynosił 1 rok. Okres służby liczono od dnia 1 września 1939 roku. Medal mógł być nadawany czterokrotnie.
Medal był nadawany przez Prezydenta RP na Uchodźstwie i z jego upoważnienia – przez Naczelnego Wodza, który z kolei we wrześniu 1945 roku upoważnił do nadawania medalu Szefa Kierownictwa Marynarki Wojennej.
Łącznie został przyznany 1150 razy.
Medal ten nie został przejęty do systemu odznaczeń PRL. Dopiero ustawą z dnia 16 października 1992 roku Medal Morski uznano za polskie odznaczenie państwowe o charakterze wojskowym, jednocześnie uznając jego nadawanie za zakończone z dniem 23 grudnia 1992.

## Opis odznaki
Odznaką medalu był krążek wykonany z białego metalu o średnicy 36 mm. Na awersie jest umieszczony znak Polskiej Marynarki Wojennej – prawa ręka z bułatem w otoku wieńca z liści wawrzynu. Na rewersie jest napis w trzech wierszach: POLSKA / SWEMU / OBROŃCY. Ponad napisem i pod nim są liście dębu.
Wstążka medalu ma szerokość 37 mm i jest koloru ciemnoniebieskiego z dwoma białymi paskami o szerokości 2 mm w odległości 5 mm od brzegu. Kolejne nadania medalu zaznaczano poprzez umieszczenie okucia w postaci listewki wykonanej z białego metalu o szerokości 5 mm ozdobionej splotem liści dębowych.
Medal Morski noszono w kolejności po Krzyżu Zasługi z Mieczami, był równorzędny z Medalem Lotniczym i Medalem Wojska.
Wygląd odznaczenia stał się inspiracją dla wyglądu Morskiego Krzyża Zasługi i Morskiego Krzyża Zasługi z Mieczami.